# پارچه قشلاق (اهر)
پارچه قشلاق (اهر)، روستایی از توابع بخش مرکزی شهرستان اهر در استان آذربایجان شرقی ایران است.این روستا ۱۸ نفر جمعیت دارد.

## جمعیت
این روستا در دهستان قشلاق قرار دارد و براساس سرشماری مرکز آمار ایران در سال ۱۳۸۵، جمعیت آن ۱۸ نفر (۴خانوار) بوده‌است.